# Thôi Tụ
Thôi Tụ (chữ Hán: 崔聚, ? – 1427), người huyện Hoài Viễn, tướng lãnh nhà Minh, tử trận khi trấn áp khởi nghĩa Lam Sơn tại Việt Nam.

## Cuộc đời và sự nghiệp
Ban đầu Tụ theo Chu Đệ (Minh Thành Tổ) dấy binh. Năm Vĩnh Lạc thứ 8 (1410), Minh Thành Tổ sai ông tham gia bắc chinh Mông Cổ, đánh bại địch ở Quảng Mạc thú. Năm Hồng Hi nguyên niên (1425), ông được thăng đến Tả quân Đô đốc thiêm sự.
Năm Tuyên Đức thứ 2 (1427), Thôi Tụ làm Tham tướng, theo Tổng binh An Viễn hầu Liễu Thăng đem 10 vạn quân sang đánh Giao Chỉ, hòng cứu viện đội quân bị vây khốn trong thành Đông Quan của Tổng binh Thành Sơn hầu Vương Thông. Nghe tin viện binh quân Minh sang, Bình Định vương Lê Lợi – thủ lĩnh nghĩa quân Lam Sơn sai Lê Sát, Lưu Nhân Chú đem quân đánh chặn ở ải Chi Lăng. Tháng 9 ÂL, Thăng trúng mai phục mà chết, Phó tổng binh Lương Minh và Tham tán quân vụ Binh bộ Thượng thư Lý Khánh nối nhau qua đời, Tụ một mình cầm quân, gắng gượng tiến quân đến Xương Giang. Nghĩa quân Lam Sơn vây chặt, quân Minh toàn bộ bị tiêu diệt. Tụ bị bắt sống, bất khuất mà chết.